# Židovský hřbitov v Lomnici
Židovský hřbitov v Lomnici je kulturní památka České republiky. Nachází se na severu městyse Lomnice.
Jde o svahový hřbitov ve tvaru lichoběžníku založený asi v 1. čtvrtině 18. století, který má v současnosti rozlohu 3 550 m², a je obehnán zdí z lomového kamenne. Kamenné náhrobky, jichž je tu asi 1000, jsou rozmístěny na celé ploše a směřují k východu. Starší jsou z bílého mramoru a pískovce, novější z černé a světlé žuly. Podle Jiřího Fiedlera pochází nejstarší čitelný náhrobek z roku 1716. Nicméně Jan Heřman uvádí, že "nejstarší zachovalé náhrobky jsou datovány od roku 1686". O nich Fiedler tvrdí, že byly zdokumentovány před válkou a že jsou dnes již "pravděpodobně neidentifikovatelné". Mohly prý být "převezeny z předpokládaného, ale nedoloženého staršího hřb. v Lysicích".

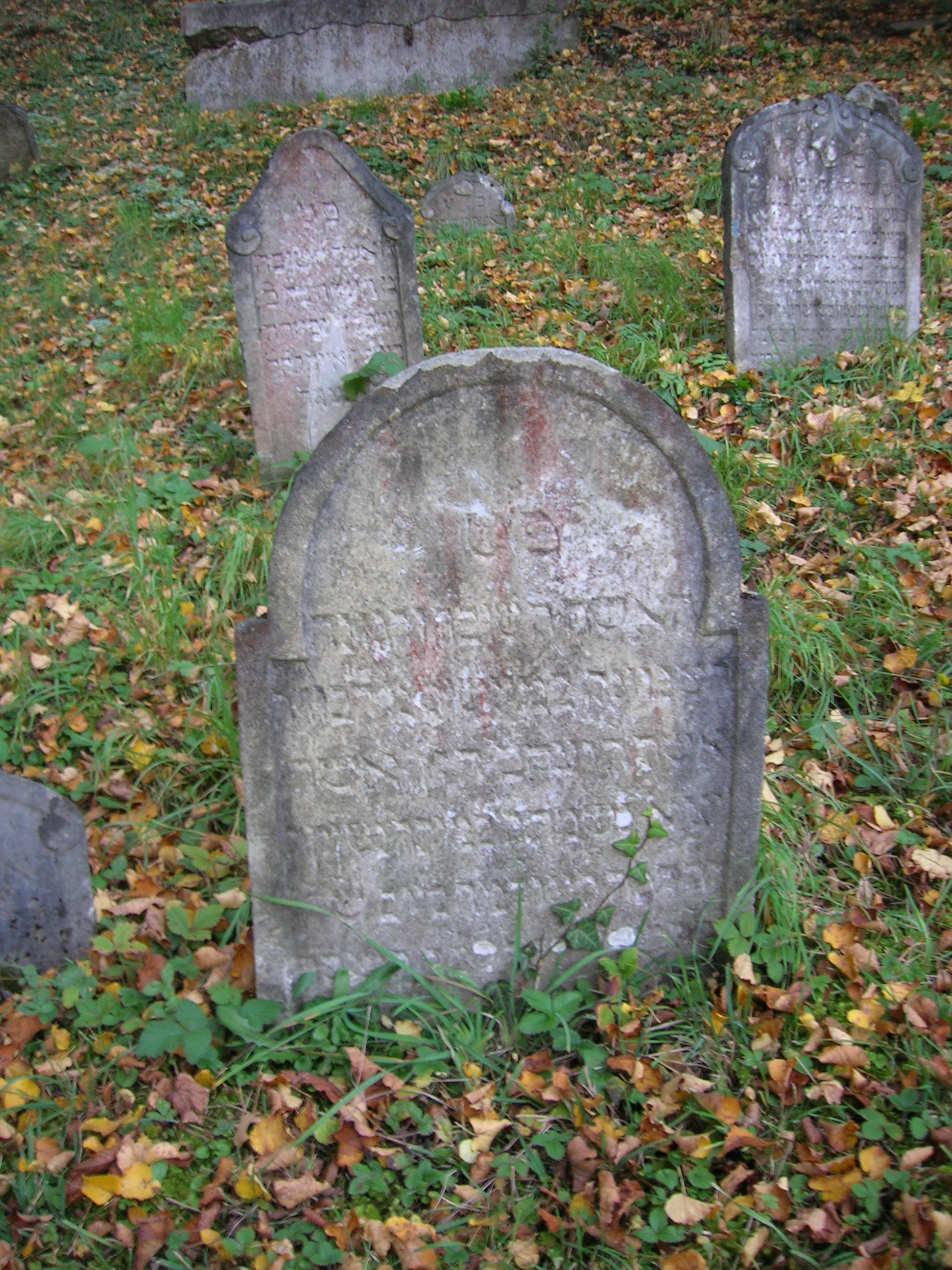
Náhrobek

Na hřbitově se pohřbívalo do 2. světové války. Zdejší židovská komunita přestala existovat v roce 1940.